# Rose McConnell Long
Rose McConnell Long, née le 8 avril 1892 à Greensburg (Indiana) et morte le 27 mai 1970 à Boulder (Colorado), est une femme politique américaine. Membre du Parti démocrate, elle est sénatrice de Louisiane entre 1936 et 1937. Elle est l'épouse de l'homme politique Huey Long.

### Sources
- (en) Cet article est partiellement ou en totalité issu de l’article de Wikipédia en anglais intitulé « Rose McConnell Long » (voir la liste des auteurs).